# Landammann der Schweiz
Der Landammann der Schweiz war im wiederhergestellten Staatenbund der Mediationszeit von 1803 bis 1813 der Vertreter der Bundesgewalt gegenüber den souveränen Kantonen. Die Funktion wurde von Napoleon Bonaparte geschaffen, um durch dieses Zentralamt die Kontrolle über die Schweiz ausüben zu können. Schon zuvor hatte Napoleon 1802 für die zentralisierte Helvetische Republik das Amt eines Landammanns errichtet, der sowohl den Senat (die gesetzgebende Behörde) als auch den Kleinen Rat (das Regierungskollegium) präsidierte und damit unter anderem als Staatsoberhaupt wirkte.
Die sechs Vororte nach der Mediationsverfassung (Freiburg, Bern, Solothurn, Basel, Zürich und Luzern) stellten jährlich in dieser Reihenfolge abwechselnd den Landammann der Schweiz. Der Schultheiss oder Bürgermeister des jeweiligen Kantons übernahm mit diesem Amt den Vorsitz über die Tagsatzung, leitete den diplomatischen Verkehr mit dem Ausland und beaufsichtigte die Kantone.

## Amtsinhaber
Folgende Magistraten waren unter der Mediationsverfassung Landammann der Schweiz:

| Name                          | Kanton    | Amtszeit                     |
| ----------------------------- | --------- | ---------------------------- |
| Louis d’Affry                 | Freiburg  | 10. März – 31. Dezember 1803 |
| Louis d’Affry                 | Freiburg  | 1809                         |
| Niklaus Rudolf von Wattenwyl  | Bern      | 1804                         |
| Niklaus Rudolf von Wattenwyl  | Bern      | 1810                         |
| Peter Joseph Glutz-Ruchti     | Solothurn | 1805                         |
| Andreas Merian-Iselin         | Basel     | 1806                         |
| Hans von Reinhard             | Zürich    | 1807                         |
| Hans von Reinhard             | Zürich    | 1813                         |
| Vinzenz Rüttimann             | Luzern    | 1808                         |
| Heinrich Grimm von Wartenfels | Solothurn | 1811                         |
| Peter Burckhardt              | Basel     | 1812                         |

Die Funktion ist nicht zu verwechseln mit der des Landammanns auf kantonaler Ebene.